# 鄒觀光
鄒觀光（1556年—1604年），字孚如，號大澤，湖廣德安府雲夢縣人，民籍，明朝政治人物。

## 生平
萬曆元年（1573年）癸酉科湖廣鄉試第四名舉人，八年（1580年）中式庚辰科會試第六十七名，三甲第一百四十六名進士。刑部觀政，授中書舍人，丁憂歸里，十一年（1583年）起復原職，十二年（1584年）升吏部文選司主事，十三年（1585年）任河南鄉試同考官，十四年（1586年）升員外郎，給假送母歸里，十五年（1587年）養病。十七年（1589年）起為驗封司員外郎，調考功司，任武會試同考官，十八年（1590年）升驗封司郎中，十九年（1591年）調考功司，二十年（1592年）調文選司，任會試同考官，告病。二十八年（1600年）起為南京兵部職方司郎中，三十一年（1603年）三月升南京光祿寺少卿，三十二年（1604年）七月升南京太僕寺少卿，同年卒。
曾在東林講學，學者稱大澤先生。在吏部任職時，與鄒元標同事，釐剔奸弊，一時有二鄒之目。著有《銓事記》十篇。

## 家族
曾祖鄒伯滸，歲貢生；祖父鄒鵬，鄉飲賓；父鄒夢龍，恩例冠帶，贈中書舍人。母酈氏。